# Христо Метев
Христо Метев Христов (Чехларов) е български индустриалец.

## Биография
Роден е на 26 юли 1881 г. в Габрово, в семейството на Мария (Минка) Лалева Трингова от гр. Казанлък и дядо Метьо Христов Димов – заможен занаятчия и габровски фабрикант, дал на синовете си, майор Димо Метев, Лалю Метев, и Георги Метев образование в Европа. Завършва Априловската гимназия и започва работа, за да помага на баща си в производството и търговията. През 1905 г. започва самостоятелна производствена дейност с плетачна работилница, по-късно произвежда гайтани и търгува с тях. Акционер е във вълненотекстилните фабрики „Надежда“ АД и „Балкан" АД. В началото на 1921 г. построява собствена фабрика за производство на вълнени платове „Христо Метев“ на закупения от него и брат му Георги Метев терен в местността Хаджицонев мост с 280 вретена и 5 стана за тъкане на памучни тъкани.. Пожар унищожава фабриката през 1925 г. На следващата година построява нова памукотъкачна фабрика, специализирана в производството на платове за горни облекла – памучни габардини и шевиоти.
Със засилване на стачните борби, през май 1931 г. избухва сериозен конфликт между работници и фабриканти. През септември 1931 г. излиза заповед на министъра на търговията, промишлеността и труда за въвеждането на осемчасов работен ден без намаление на заплатите. Фабрикантите обаче отказват да се подчинят. Започва усилена подготовка за масова стачка в Габрово. Първи приемат исканията на стачниците за спазването на осемчасовия работен ден собствениците на фабрика „Христо Метев“. Те са принудени да го сторят, защото поради слючени търгове с държавата са заплашени от големи загуби.
През 1918 г. се жени за Еленка Томева Петкова от Севлиево. Те имат пет момчета: Метьо, Иван, Тома, Лальо и Георги.
Удостоен е с орден „„Св. Александър“ V степен по случай честването на 100 години българска индустрия на 28 октомври 1937 г., като признание за личните му заслуги за развитието на индустриалното производство.
Вечерта на 1 август 1944 г. Севлиевския партизански отряд провежда акция за завземане на фабрика „Христо Метев". През 1947 г. АД „Христо Метев“ е национализирано. Конфискувано е цялото имущество на фамилия Метеви. Умира на 13 януари 1953 г. в Габрово.